# Ellisina
Ellisina es un género de foraminífero bentónico considerado homónimo posterior de Ellisina Norman, 1903, y sinónimo posterior de Pealerina de la subfamilia Polymorphininae, de la familia Polymorphinidae, de la superfamilia Polymorphinoidea, del suborden Lagenina y del orden Lagenida. Su especie-tipo era Guttulina? homeri. Su rango cronoestratigráfico abarcaba el Holoceno.

## Discusión
Clasificaciones previas incluían Ellisina en la superfamilia Nodosarioidea.

## Clasificación
Ellisina incluía a la siguiente especie:
- Ellisina spatula